# 氟二碘甲烷
氟二碘甲烷是一种有机化合物，化学式为CHFI2，它是氟代卡宾的高效前体。它可由三碘甲烷和氟化银或氟二溴甲烷和碘化钠反应得到。
它可以产生氟代卡宾与烯烃加成，得到含氟代三元环的化合物。